# أندرو إيلي
أندرو إيلي (بالإنجليزية: Andrew Ilie)‏ مواليد 18 أبريل 1976 في بوخارست، هو لاعب كرة مضرب أسترالي سابق بدأ مسيرته كمحترف سنة 1994 وكان يلعب باليد اليمنى، اعتزل اللعب في 2003. أعلى تصنيف له في الفردي كان المركز الـ 38 في سنة 2000. سبق أن شارك في دورة الألعاب الأولمبية الصيفية.

## روابط خارجية
- أندرو إيلي على موقع رابطة محترفي التنس (الإنجليزية)
- أندرو إيلي على موقع الاتحاد الدولي لكرة المضرب (الإنجليزية)
- أندرو إيلي على موقع كأس ديفيز (الإنجليزية)
- أندرو إيلي على موقع اتحاد التنس الأسترالي (الإنجليزية)
- أندرو إيلي على موقع خلاصة التنس.كوم (الإنجليزية)
- أندرو إيلي على موقع أوليمبيديا (الإنجليزية)
- أندرو إيلي على موقع اللجنة الأولمبية الأسترالية (الإنجليزية)